# 赎世主会教堂 (顺化市)
赎世主会教堂（Nhà thờ Dòng Chúa Cứu Thế）又名永援圣母堂（Nhà thờ Đức Mẹ Hằng Cứu Giúp）是一座罗马天主教教堂，位于越南中部承天順化省顺化市富润坊阮惠街（Nguyễn Huệ）142号。

## 历史
1925年10月14日，应罗马教廷的邀请，三位加拿大宣教士开始在越南建立赎世主会：休伯特·库西诺（Hubert Cousineau）（1890-1964），欧仁·拉鲁什（Eugène Larouche）（1892-1978）和BarnabéSt-Pierre（1883-1961）。
1927年9月13日，赎世主会购买了一块土地。1928年3月18日，开始建造修道院，至1929年1月8日建成。1929年3月13日，罗马教廷批准在顺化建立永援圣母修道院。1929年3月25日，修院宣布正式成立。1933年1月13日，开始建造一个小堂，一直使用到1962年。
1954年6月5日，成立了永援圣母堂区。1959年1月，根据建筑师Nguyen My Loc的设计，开始建造赎世主会教堂，于1962年8月建成。 1962年8月12日，吳廷俶总主教祝圣了教堂和祭坛。